# Mindhunter
Mindhunter ist eine US-amerikanische Thriller-Drama-Serie von Joe Penhall. Sie wurde ab Oktober 2017 in den USA von Netflix per Streaming veröffentlicht und basiert auf dem Buch Mindhunter: Inside the FBI’s Elite Serial Crime Unit (dt. Die Seele des Mörders) von John E. Douglas und Mark Olshaker.
Im November 2017 gab Netflix die Produktion einer zweiten Staffel bekannt. Anders als die erste Staffel umfasst die zweite Staffel neun statt zehn Episoden und wurde am 16. August 2019 veröffentlicht.
Im Februar 2023 wurde bekannt gegeben, dass es aufgrund hoher Kosten und geringen Zuschauerinteresses keine dritte Staffel geben werde.

## Handlung
Die erste Staffel spielt im Jahr 1977, in einer Zeit, in der die Kriminalpsychologie noch in den Kinderschuhen steckt, und handelt von den FBI-Agenten Holden Ford und Bill Tench, die sich mit der ausführlichen Befragung von Serienmördern befassen und, indem sie deren Vorgehensweise analysieren, Rückschlüsse auf deren Verhalten ziehen wollen. So hoffen sie, bei der Ermittlung unaufgeklärter Mordfälle zu neuen Erkenntnissen für das Profiling zu gelangen. Holden und Tench sind Mitarbeiter der Behavioral Science Unit, die zunächst versuchsweise an der FBI Academy eingerichtet wird. Zur wissenschaftlichen Unterstützung ergänzt außerdem die Psychologin Wendy Carr das Team. Die Serie beinhaltet einerseits die Interviews mit bereits verurteilten Serienmördern, zeigt aber auch die Vorbehalte, die dem Profiling entgegengebracht wurden.
In der zweiten Staffel übernimmt ein neuer Vorgesetzter die Behavioral Science Unit, der das Profiling fördern und als Routine in der Ermittlungsarbeit des FBI etablieren möchte. Ford und Tench unterstützen die Ermittlungen der Kindermorde von Atlanta.

## Hintergrund
Die Rolle des Holden Ford ist dem FBI-Fallanalytiker John E. Douglas nachempfunden. Dessen älterer Kollege Robert Ressler diente als Vorlage für die Figur des Bill Tench und die Rolle der Wendy Carr basiert auf Ann Wolbert Burgess, Professorin am Boston College. Die Darstellung der in der ersten Staffel befragten Serienmörder orientierte sich eng am Aussehen und Verhalten der gleichnamigen realen Serienmörder Edmund Kemper, Jerry Brudos und Richard Speck inspiriert, die Dialoge in den Befragungsszenen basieren auf echten FBI-Interviews. Mehrere Eröffnungsszenen erzählen die Vorgeschichte und Vorgehensweise des Serienmörders „BTK-Killers“ Dennis Rader.

## Besetzung und Synchronisation
Die deutsche Synchronisation der ersten Staffel entstand durch die Synchronfirma Interopa Film. Die Dialogregie führte Tatjana Kopp. Die zweite Staffel übernahm Film- & Fernseh-Synchron. Die Dialogregie führten Tatjana Kopp und Dirk Bublies.
| Rolle                    | Schauspieler     | Rollenbeschreibung | Staffeln | Episoden | Synchronsprecher   |
| ------------------------ | ---------------- | --- | -------- | -------- | ------------------ |
| Holden Ford              | Jonathan Groff   | Ford ist ein junger Special Agent. Er ist sehr ehrgeizig und gibt sich erst zufrieden, sobald der Fall gelöst ist.            | 1–       | 19       | Roman Wolko        |
| Bill Tench               | Holt McCallany   | Tench ist ebenfalls Special Agent und gehört zur selben Abteilung wie sein Kollege Ford, gegenüber dem er mehr Erfahrung hat. | 1–       | 19       | Marco Kröger       |
| Wendy Carr               | Anna Torv        | Psychologin, unterstützt die Agenten bei ihrer Arbeit                                                                         | 1–       | 17       | Katharina Spiering |
| Dennis Rader             | Sonny Valicenti  | Serienmörder | 1–       | 15       | Benjamin Stöwe     |
| Nancy Tench              | Stacey Roca      | Ehefrau von Bill | 1–       | 12       | Cathlen Gawlich    |
| Deborah „Debbie“ Mitford | Hannah Gross     | Holdens Freundin | 1        | 10       | Friederike Walke   |
| Gregg Smith              | Joe Tuttle       | Special Agent im Team von Ford und Tench                                                                                      | 1–       | 10       | Karlo Hackenberger |
| Robert Shepard           | Cotter Smith     | Assistant Director der FBI National Training Academy und Leiter der Behavioral Science Unit                                   | 1–2      | 9        | Erich Räuker       |
| Ted Gunn                 | Michael Cerveris | Nachfolger von Robert Shepard                                                                                                 | 2–       | 6        | Uve Teschner       |
| Kay Mason                | Lauren Glazier   | Barkeeperin, freundet sich mit Wendy Carr an                                                                                  | 2–       | 8        | Cornelia Waibel    |
| Edmund Kemper            | Cameron Britton  | Serienmörder | 1–       | 4        | Tommy Morgenstern  |
| Charles Manson           | Damon Herriman   | Sektenführer | 2        | 1        | Robert Glatzeder   |
| Jim Barney               | Albert Jones     | FBI-Agent aus Atlanta | 2–       | 6        | Tim Moeseritz      |

## Episodenliste

### Staffel 1
Die 1. Staffel ist seit dem 13. Oktober 2017 in den USA sowie in Deutschland auf Netflix abrufbar.
| Nr. (ges.) | Nr. (St.) | Deutscher Titel              | Originaltitel | Erstveröffentlichung USA | Deutschsprachige Erstveröffentlichung (D/A/CH) | Regie           | Drehbuch                                         |
| ---------- | --------- | ---------------------------- | ------------- | ------------------------ | ---------------------------------------------- | --------------- | ------------------------------------------------ |
| 1          | 1         | Eine neue Art von Killer     | Episode 1     | 13. Okt. 2017            | 13. Okt. 2017                                  | David Fincher   | Joe Penhall                                      |
| 2          | 2         | Forschungsprojekt            | Episode 2     | 13. Okt. 2017            | 13. Okt. 2017                                  | David Fincher   | Joe Penhall                                      |
| 3          | 3         | Neue Einsichten              | Episode 3     | 13. Okt. 2017            | 13. Okt. 2017                                  | Asif Kapadia    | Joe Penhall & Ruby Rae Spiegel Idee: Joe Penhall |
| 4          | 4         | Kategorisierung der Subjekte | Episode 4     | 13. Okt. 2017            | 13. Okt. 2017                                  | Asif Kapadia    | Joe Penhall & Dominic Orlando Idee: Joe Penhall  |
| 5          | 5         | Pennsylvania                 | Episode 5     | 13. Okt. 2017            | 13. Okt. 2017                                  | Tobias Lindholm | Jennifer Haley                                   |
| 6          | 6         | Der Altoona-Fall             | Episode 6     | 13. Okt. 2017            | 13. Okt. 2017                                  | Tobias Lindholm | Joe Penhall & Tobias Lindholm Idee: Joe Penhall  |
| 7          | 7         | Ortswechsel                  | Episode 7     | 13. Okt. 2017            | 13. Okt. 2017                                  | Andrew Douglas  | Joe Penhall & Jennifer Haley Idee: Joe Penhall   |
| 8          | 8         | Der Rektor                   | Episode 8     | 13. Okt. 2017            | 13. Okt. 2017                                  | Andrew Douglas  | Erin Levy & Jennifer Haley Idee: Erin Levy       |
| 9          | 9         | Erschreckendes Interview     | Episode 9     | 13. Okt. 2017            | 13. Okt. 2017                                  | David Fincher   | Carly Wray & Jennifer Hale Idee: Carly Wray      |
| 10         | 10        | Das Geständnis               | Episode 10    | 13. Okt. 2017            | 13. Okt. 2017                                  | David Fincher   | Joe Penhall & Jennifer Hale Idee: Joe Penhall    |

### Staffel 2
Die 2. Staffel ist seit dem 16. August 2019 in den USA sowie in Deutschland auf Netflix abrufbar.
| Nr. (ges.) | Nr. (St.) | Deutscher Titel | Originaltitel | Erstveröffentlichung USA | Deutschsprachige Erstveröffentlichung (D/A/CH) | Regie          | Drehbuch                                                                            |
| ---------- | --------- | --------------- | ------------- | ------------------------ | ---------------------------------------------- | -------------- | ----------------------------------------------------------------------------------- |
| 11         | 1         | Folge 1         | Episode 1     | 16. Aug. 2019            | 16. Aug. 2019                                  | David Fincher  | Courtenay Miles Idee: Doug Jung, Joshua Donen & Courtenay Miles                     |
| 12         | 2         | Folge 2         | Episode 2     | 16. Aug. 2019            | 16. Aug. 2019                                  | David Fincher  | Courtenay Miles Idee: Doug Jung, Joshua Donen & Courtenay Miles                     |
| 13         | 3         | Folge 3         | Episode 3     | 16. Aug. 2019            | 16. Aug. 2019                                  | David Fincher  | Joshua Donen & Phillip Howze Idee: Joshua Donen & Courtenay Miles                   |
| 14         | 4         | Folge 4         | Episode 4     | 16. Aug. 2019            | 16. Aug. 2019                                  | Andrew Dominik | Jason Johnson, Colin J. Louro und Joshua Donen Idee: Joshua Donen & Courtenay Miles |
| 15         | 5         | Folge 5         | Episode 5     | 16. Aug. 2019            | 16. Aug. 2019                                  | Andrew Dominik | Pamela Cederquist und Liz Hanna Idee: Pamela Cederquist                             |
| 16         | 6         | Folge 6         | Episode 6     | 16. Aug. 2019            | 16. Aug. 2019                                  | Carl Franklin  | Courtenay Miles Idee: Joshua Donen & Courtenay Miles                                |
| 17         | 7         | Folge 7         | Episode 7     | 16. Aug. 2019            | 16. Aug. 2019                                  | Carl Franklin  | Liz Hannah Idee: Joshua Donen & Courtenay Miles                                     |
| 18         | 8         | Folge 8         | Episode 8     | 16. Aug. 2019            | 16. Aug. 2019                                  | Carl Franklin  | Alex Metcalf Idee: Joshua Donen & Courtenay Miles                                   |
| 19         | 9         | Folge 9         | Episode 9     | 16. Aug. 2019            | 16. Aug. 2019                                  | Carl Franklin  | Shaun Grant Idee: Joshua Donen & Courtenay Miles                                    |

## Rezeption
Für die beiden Staffeln der Serie weist Rotten Tomatoes die ungewöhnlich hohe Positivquote von 97 % aus. Bjarne Bock äußerte sich im Namen von Serienjunkies.de wie folgt: „Das David-Fincher-Drama Mindhunter lässt sich inhaltlich und stilistisch irgendwo zwischen True Detective, Hannibal und Mad Men verorten“. Bock kritisierte zwar die Unausgewogenheit des Erzähltempos und die zunehmende Vernachlässigung des wissenschaftlichen Aspekts der Geschichte, insgesamt zeigte er sich jedoch zuversichtlich, dass „es dieser spannenden und fantastisch inszenierten Netflix-Serie mit Leichtigkeit gelingen“ dürfte, „ihre Zuschauer tief in den Bann zu ziehen“.
Keith Uhlich vom Hollywood Reporter lobte in erster Linie den Hauptdarsteller der Serie sowie den Regisseur: „Groff ist vom ersten Moment an überzeugend als eine Person, deren rohes Talent genauso ein Hindernis wie einen Vorteil darstellt und Finchers chirurgisches Präzisionsgefühl wird bei jedem winzigen Detail deutlich, beispielsweise beim Polizei-Megaphon, das die Stimme eines Polizisten genau im richtigen Maß nervenaufreibend verzerrt“.
Cameron Britton erhielt für seine Rolle als Edmund Kemper eine Nominierung für den Emmy als bester Gastdarsteller in einer Dramaserie.